# Podgora pri Ložu
Podgora pri Ložu je naselje v Občini Loška dolina.

## Prebivalstvo
Etnična sestava 1991:
- Slovenci: 105 (97,2 %)
- Hrvati: 1
- Neznano: 2 (1,9 %)